# Édouard Balladur
 Der er for få eller ingen kildehenvisninger i denne artikel, hvilket er et problem. Du kan hjælpe ved at angive troværdige kilder til de påstande, som fremføres i artiklen.

Édouard Balladur (født 2. maj 1929 i Izmir, Tyrkiet) er en fransk, borgerlig politiker (RPR, UMP), der var premierminister fra 1993 til 1995 og tidligere havde været Jacques Chiracs finansminister fra 1986 til 1988. I 1995 stillede han op som præsidentkandidat mod sin partifælle Chirac. Dette førte til et alvorligt brud mellem de to.
Balladur spillede en vigtig rolle i at gøre det gaullistiske RPR til et mere liberalt og europæisk-orienteret parti. Balladur regnes til dels som Nicolas Sarkozys politiske fader.
Balladur karikeres ofte for sin meget aristokratiske fremtræden.
| Efterfulgte: Pierre Bérégovoy | Frankrigs premierministre 1993–1995 | Efterfulgtes af: Alain Juppé |